# اولنا سادونویچا
اولنا سادونویچا (اوکراینی: Олена Анатоліївна Садовнича؛ زادهٔ ۴ نوامبر ۱۹۶۷) کماندار اهل اوکراین است. او همچنین از برندگان مدال‌های بازی‌های المپیک تابستانی ۱۹۹۶ و ۲۰۰۰ بوده‌است.